# Romosozumab
Romosozumab, được bán dưới tên thương hiệu Evenity, là một loại thuốc dùng để điều trị loãng xương. Nó đã được tìm thấy để giảm nguy cơ gãy xương cột sống.  Tác dụng phụ thường gặp bao gồm đau đầu, đau khớp và đau tại vị trí tiêm.  Nó có thể làm tăng nguy cơ đau tim, đột quỵ và tử vong do bệnh tim mạch.
Nó là một kháng thể đơn dòng được nhân hóa nhắm vào sclerostin. Nghiên cứu cho thấy thuốc làm tăng sự hình thành xương và giảm sự tái hấp thu xương ở phụ nữ mãn kinh với mật độ xương thấp. Romosozumab đã được chấp thuận cho sử dụng y tế tại Hoa Kỳ vào năm 2019.

## Sử dụng trong y tế
Trong năm 2016 kết quả từ 12 tháng của một nghiên cứu lâm sàng đã được báo cáo. Bệnh nhân dùng romosozumab có nguy cơ gãy xương đốt sống thấp hơn so với bệnh nhân dùng giả dược.

## Tác dụng phụ
Tác dụng phụ thường gặp bao gồm đau đầu, đau khớp và đau tại vị trí tiêm. Nó có thể làm tăng nguy cơ đau tim, đột quỵ và tử vong do bệnh tim mạch.

## Lịch sử
Romosozumab đã được chấp thuận cho sử dụng y tế tại Hoa Kỳ vào năm 2019. Ban đầu nó được phát hiện bởi Chiroscience, được mua lại bởi Celltech (hiện thuộc sở hữu của UCB). Celltech đã hợp tác với Amgen vào năm 2002 để phát triển sản phẩm.